# Пентиме (Казерта)
Пентиме је насеље у Италији у округу Казерта, региону Кампанија.
Према процени из 2011. у насељу је живело 105 становника. Насеље се налази на надморској висини од 152 м.